# 登米市立米川小学校
登米市立米川小学校（とめしりつ よねかわしょうがっこう）は、岩手県との境の宮城県登米市の最北端、登米市東和町米川にあった公立小学校。

## 概要
学区内の約90％が山林地で、鱒淵の「ゲンジボタル」は国の天然記念物に指定されていた。
域内を東西に走る国道346号線が学校の南東側を通っていた。

## 沿革
- 2008年（平成20年）4月1日 - 旧・米川小学校と旧・鱒淵小学校を統合し、開校。
- 2013年（平成25年）8月 - 体育館床面工事
- 2025年 (令和7年)  3月31日-生徒数の減少により、新設の登米市立東和小学校に統合され閉校

## 教育目標
目指す子ども像
- よいものに感動する子ども
- ねばり強くがんばる子ども
- からだをきたえる子ども
- わを大切にする子ども

## 学区
米川第1区〜米川第10区

## 進学先中学校
公立中学校へ進学する場合
- 登米市立東和中学校